# Lichnoptera mexicana
Lichnoptera mexicana är en fjärilsart som beskrevs av Embrik Strand 1917. Lichnoptera mexicana ingår i släktet Lichnoptera och familjen Pantheidae. Inga underarter finns listade i Catalogue of Life.